# Hipótese generalizada de Riemann
A hipótese de Riemann é uma das conjeturas mais importantes da matemática. É um postulado sobre os zeros da função zeta de Riemann. 
Existem vários objetos geométricos e aritméticos que podem ser descritos pelas chamadas funções-L globais, as quais são similares de maneira formal à função zeta de Riemann. Portanto pode-se fazer a mesma pergunta sobre os zeros destas funções-L, o que conduz a várias generalizações da hipótese de Riemann. Muitos matemáticos crêem que estas generalizações da hipótese de Riemann são verdadeiras. Os únicos casos destas conjeturas que se tem podido demonstrar ocorrem no caso do corpo de funções (não no caso do corpo de números). 
As funções-L globais  podem estar associadas a curvas elípticas, corpos de números algébricos (em cujo caso são chamadas funções zeta de Dedekind), formas de Maass, e caráteres de Dirichlet (em cujo caso são chamadas funções L de Dirichlet). Quando a hipótese de Riemann se formula para funções zeta de Dedekind, são conhecidas pelo nome de hipótese estendida de Riemann e quando são formuladas para funções-L de Dirichlet, são conhecidas pelo nome de hipótese generalizada de   Riemann. Estas duas situações são analisadas com maior detalhe nas seções seguintes. (Muitos matemáticos utilizam o nome hipótese generalizada de Riemann para referir-se à extensão da hipótese de Riemann a todas as funções-L globais, não só para o caso especial das funções-L de Dirichlet.)